# Grand Prix automobile des États-Unis 2000
GP précédent GP suivant
Le Grand Prix automobile des États-Unis 2000 (2000 SAP United States Grand Prix), disputé le 24 septembre 2000 sur l'Indianapolis Motor Speedway, est la 660e épreuve de l'histoire du championnat du monde de Formule 1 courue depuis 1950 et la seizième manche du championnat 2000.

## Classement

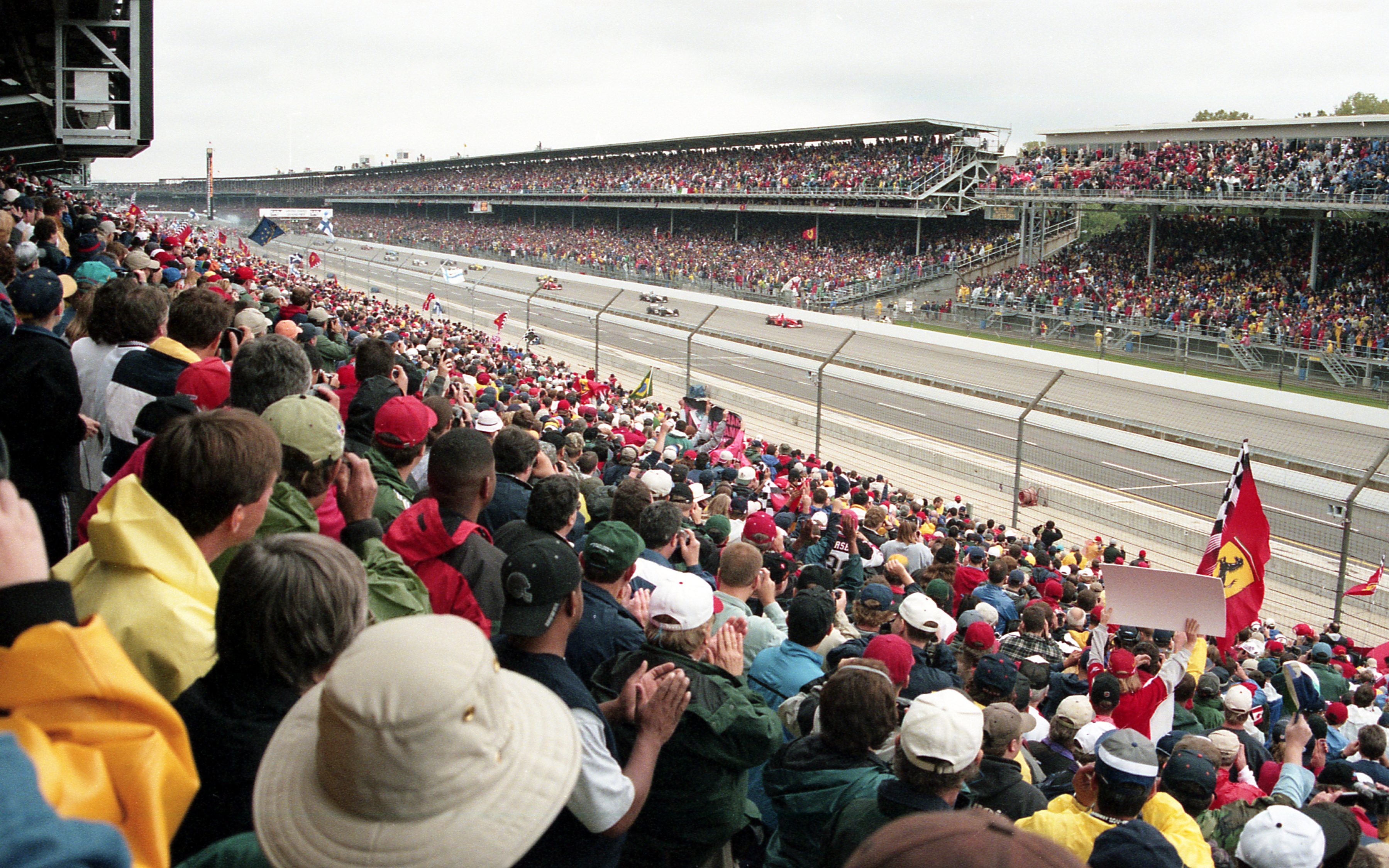
Départ du Grand Prix des États-Unis 2000.

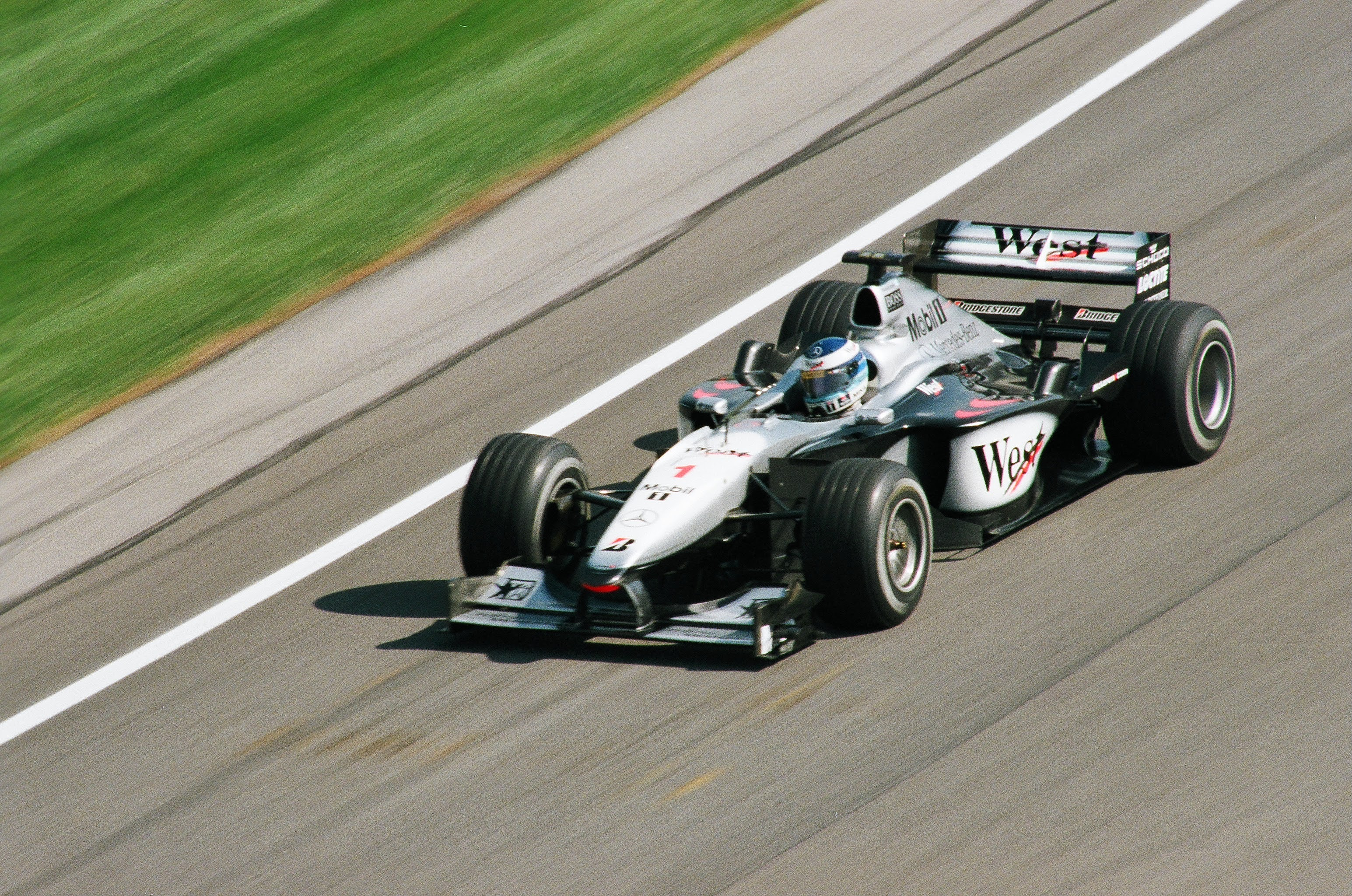
Mika Hakkinen au Grand Prix des États-Unis 2000.

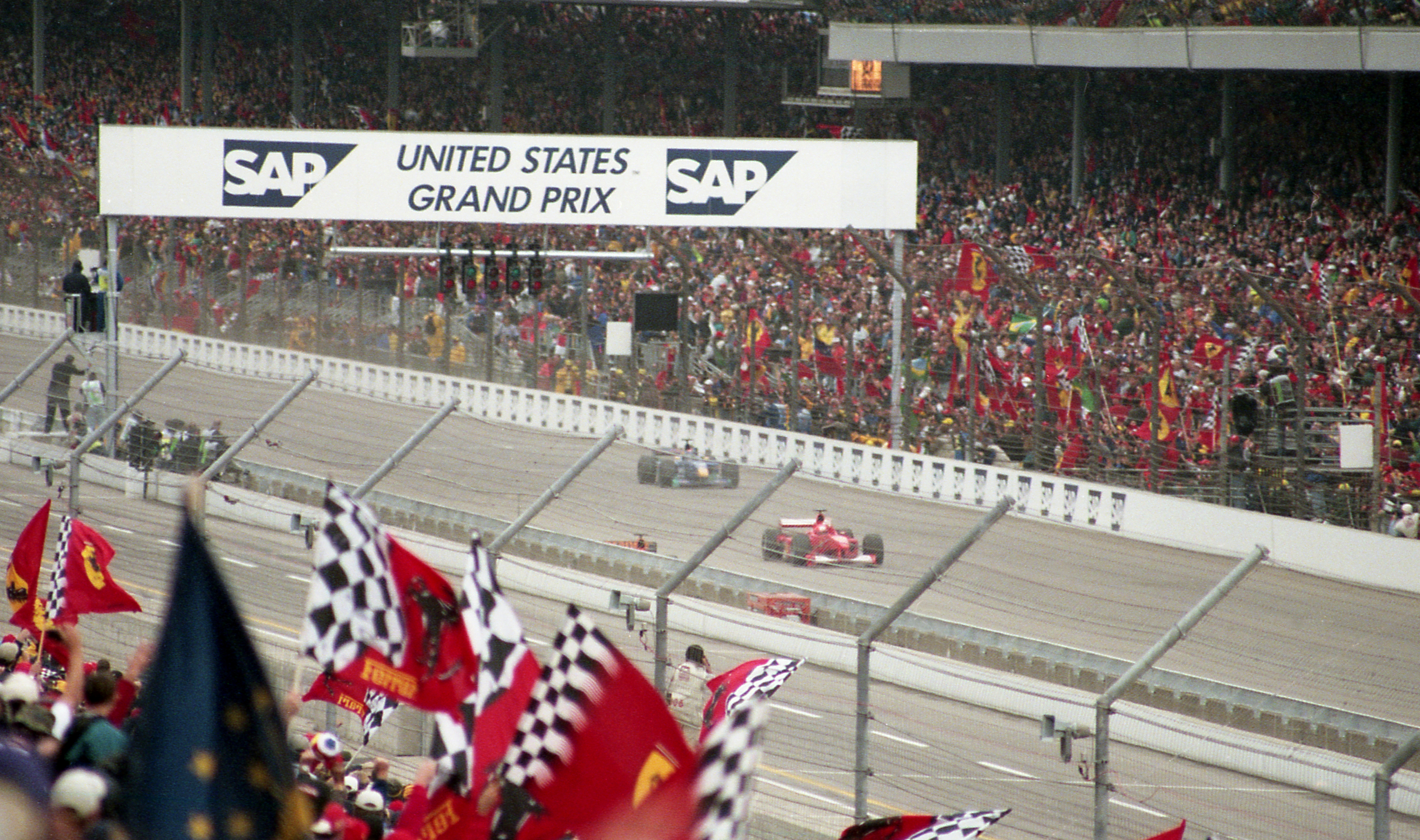
Arrivée du Grand Prix des États-Unis 2000.

| Pos. | No | Pilote                | Écurie             | Tours | Temps/Abandon                      | Grille | Points |
| ---- | -- | --------------------- | ------------------ | ----- | ---------------------------------- | ------ | ------ |
| 1    | 3  | Michael Schumacher    | Ferrari            | 73    | 1 h 36 min 30 s 883 (190,240 km/h) | 1      | 10     |
| 2    | 4  | Rubens Barrichello    | Ferrari            | 73    | + 12 s 118                         | 4      | 6      |
| 3    | 5  | Heinz-Harald Frentzen | Jordan-Mugen-Honda | 73    | + 17 s 368                         | 7      | 4      |
| 4    | 22 | Jacques Villeneuve    | BAR-Honda          | 73    | + 17 s 936                         | 8      | 3      |
| 5    | 2  | David Coulthard       | McLaren-Mercedes   | 73    | + 28 s 813                         | 2      | 2      |
| 6    | 23 | Ricardo Zonta         | BAR-Honda          | 73    | + 51 s 694                         | 12     | 1      |
| 7    | 7  | Eddie Irvine          | Jaguar-Ford        | 73    | + 1 min 11 s 115                   | 17     |        |
| 8    | 16 | Pedro Diniz           | Sauber-Petronas    | 72    | + 1 tour                           | 9      |        |
| 9    | 15 | Nick Heidfeld         | Prost-Peugeot      | 72    | + 1 tour                           | 16     |        |
| 10   | 12 | Alexander Wurz        | Benetton-Playlife  | 72    | + 1 tour                           | 11     |        |
| 11   | 8  | Johnny Herbert        | Jaguar-Ford        | 72    | + 1 tour                           | 19     |        |
| 12   | 20 | Marc Gené             | Minardi-Fondmetal  | 72    | + 1 tour                           | 22     |        |
| Abd. | 14 | Jean Alesi            | Prost-Peugeot      | 64    | Moteur                             | 20     |        |
| Abd. | 21 | Gaston Mazzacane      | Minardi-Fondmetal  | 59    | Moteur                             | 21     |        |
| Abd. | 9  | Ralf Schumacher       | Williams-BMW       | 58    | Moteur                             | 10     |        |
| Abd. | 18 | Pedro de la Rosa      | Arrows-Supertec    | 45    | Boîte de vitesses                  | 18     |        |
| Abd. | 11 | Giancarlo Fisichella  | Benetton-Playlife  | 44    | Moteur                             | 15     |        |
| Abd. | 19 | Jos Verstappen        | Arrows-Supertec    | 34    | Freins                             | 13     |        |
| Abd. | 1  | Mika Häkkinen         | McLaren-Mercedes   | 25    | Moteur                             | 3      |        |
| Abd. | 17 | Mika Salo             | Sauber-Petronas    | 18    | Accident                           | 14     |        |
| Abd. | 10 | Jenson Button         | Williams-BMW       | 14    | Moteur                             | 6      |        |
| Abd. | 6  | Jarno Trulli          | Jordan-Mugen-Honda | 12    | Collision                          | 5      |        |

## Pole position et record du tour
- Pole position : Michael Schumacher en 1 min 14 s 266 (vitesse moyenne : 203,205 km/h).
- Meilleur tour en course : David Coulthard en 1 min 14 s 711 au 40e tour (vitesse moyenne : 201,994 km/h).

## Tours en tête
- David Coulthard : 6 (1-6)
- Michael Schumacher : 67 (7-73)

## Statistiques
- 42e victoire pour Michael Schumacher.
- 133e victoire pour Ferrari en tant que constructeur.
- 133e victoire pour Ferrari en tant que motoriste.
- 1er Grand Prix aux États-Unis depuis 1991. C'est également la première fois que le tracé de la course ne soit pas ovale sur le circuit d'Indianapolis.
- Le drapeau à damier a été abaissé par le président du Speedway, Tony George, qui a réussi à réaliser son rêve de faire revenir la Formule 1 aux États-Unis.